# Victor Fontan
Victor Fontan (18. juni 1892 – 2. januar 1982) var en fransk landevejscykelrytter fra Nay. I Tour de France 1929 styrtede han på 10. etape i Pyrenæerne, mens han kørte i den gule førertrøje.